# The Cenotaph
The Cenotaph (Il cenotafio) è un memoriale di guerra a Whitehall, Londra, Inghilterra. Un primo cenotafio venne eretto in maniera provvisoria per una parata per la pace alla fine della prima guerra mondiale, visto l'attaccamento popolare, venne quindi sostituito nel 1920 con una struttura permanente designata come memoriale di guerra ufficiale del Regno Unito.
Progettato da Edwin Lutyens, la struttura permanente è stata costruita in pietra di Portland tra il 1919 e il 1920 da Holland, Hannen & Cubitts, sostituendo il precedente cenotafio in legno e gesso di Lutyens nella stessa posizione. Un servizio annuale di commemorazione si tiene nel sito la Domenica della Memoria, la domenica più vicina all'11 novembre (giorno dell'armistizio) di ogni anno. Il design del cenotafio di Lutyens è stato riprodotto altrove nel Regno Unito e in altri paesi di storica fedeltà alla Corona britannica tra cui Australia, Canada, Nuova Zelanda, Bermuda e Hong Kong.

## Background storico
Nella prima guerra mondiale (1914-1918) più di 1,1 milioni di uomini dell'Impero britannico furono uccisi. In seguito, migliaia di monumenti ai caduti furono costruiti in Gran Bretagna e nell'Impero e sugli antichi campi di battaglia. Tra i più importanti progettisti di monumenti ai caduti c'era Sir Edwin Lutyens, il quale, quando ricevette l'incarico per il cenotafio, stava già collaborando come consigliere della Commissione imperiale delle tombe di guerra (IWGC).
Il primo monumento ai caduti di Lutyens fu il Rand Regiments Memorial a Johannesburg, in Sud Africa, dedicato alle vittime della seconda guerra boera (1899–1902). La sua prima commissione per un memoriale della prima guerra mondiale venne da Southampton. La parola "cenotafio" deriva dal termine greco "kenotaphion" che significa "tomba vuota". I cenotafi erano comuni nell'antica Grecia, dove venivano costruiti quando era impossibile recuperare un corpo dopo la battaglia, poiché i greci attribuivano grande importanza culturale alla corretta sepoltura dei loro morti di guerra. All'inizio della prima guerra mondiale era stata presa la decisione che i morti britannici non sarebbero stati rimpatriati e sarebbero stati sepolti vicino a dove erano caduti. Lutyens ricordò il termine quando lavorò al memoriale di Southampton all'inizio del 1919, dove propose un cenotafio dopo che il suo primo progetto fu rifiutato per motivi di costo. Ruppe con la convenzione della Grecia antica, tuttavia, in quanto i suoi progetti per i cenotafi di Londra e Southampton non contenevano alcun riferimento esplicito alla battaglia.
Nel 1917, Lutyens si recò in Francia come consigliere della neonata Commissione imperiale delle tombe di guerra e rimase inorridito dalla portata della distruzione. L'esperienza influenzò i suoi progetti successivi per i monumenti ai caduti e lo portò alla conclusione che era necessaria una forma diversa di architettura per commemorare adeguatamente i morti. Sentiva che né il realismo né l'espressionismo avrebbero potuto catturare adeguatamente l'atmosfera alla fine della guerra.

## Origini: il cenotafio temporaneo

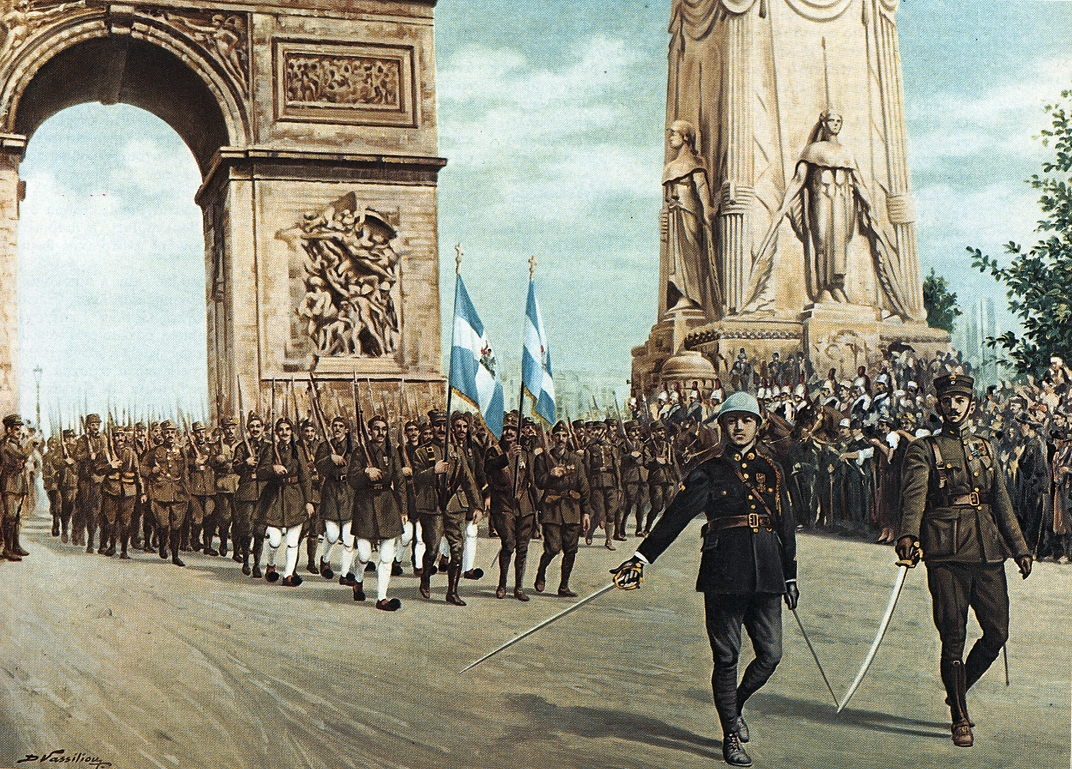
Parata della Vittoria, Parigi 14 luglio 1919 e il catafalco temporaneo (a destra) presso l'Arco di Trionfo (a sinistra).

La guerra si concluse formalmente con la firma del Trattato di Versailles il 28 giugno 1919 (anche se i combattimenti cessarono con l'armistizio dell'11 novembre 1918) e il governo britannico pianificò di tenere una parata della vittoria (indicata anche come celebrazione della pace) a Londra il 19 luglio, il che implicherebbe la marcia di soldati verso Whitehall. Il progetto iniziale per quello che sarebbe diventato il cenotafio era una delle numerose strutture temporanee erette lungo il percorso della parata. Il primo ministro, David Lloyd George, apprese che i piani delle autorità francesi per una parata simile a Parigi includevano un punto di saluto per le truppe in marcia ed era desideroso di replicare l'idea per la parata britannica. Il modo in cui Lutyens fu coinvolto non è chiaro, ma era amico intimo di Sir Alfred Mond e Sir Lionel Earle (rispettivamente ministro del governo e alto funzionario dell'Ufficio dei lavori) e sembra probabile che uno o entrambi gli uomini discussero l'idea con Lutyens. Lloyd George convocò Lutyens e gli chiese di progettare un "catafalco", che avrebbe avuto uno scopo simile nella parata britannica. Lloyd George sottolineò che la struttura doveva essere aconfessionale. Lo stesso giorno Lutyens si incontrò con Sir Frank Baines, capo architetto all'Ufficio dei lavori, per abbozzare la sua idea per il cenotafio.

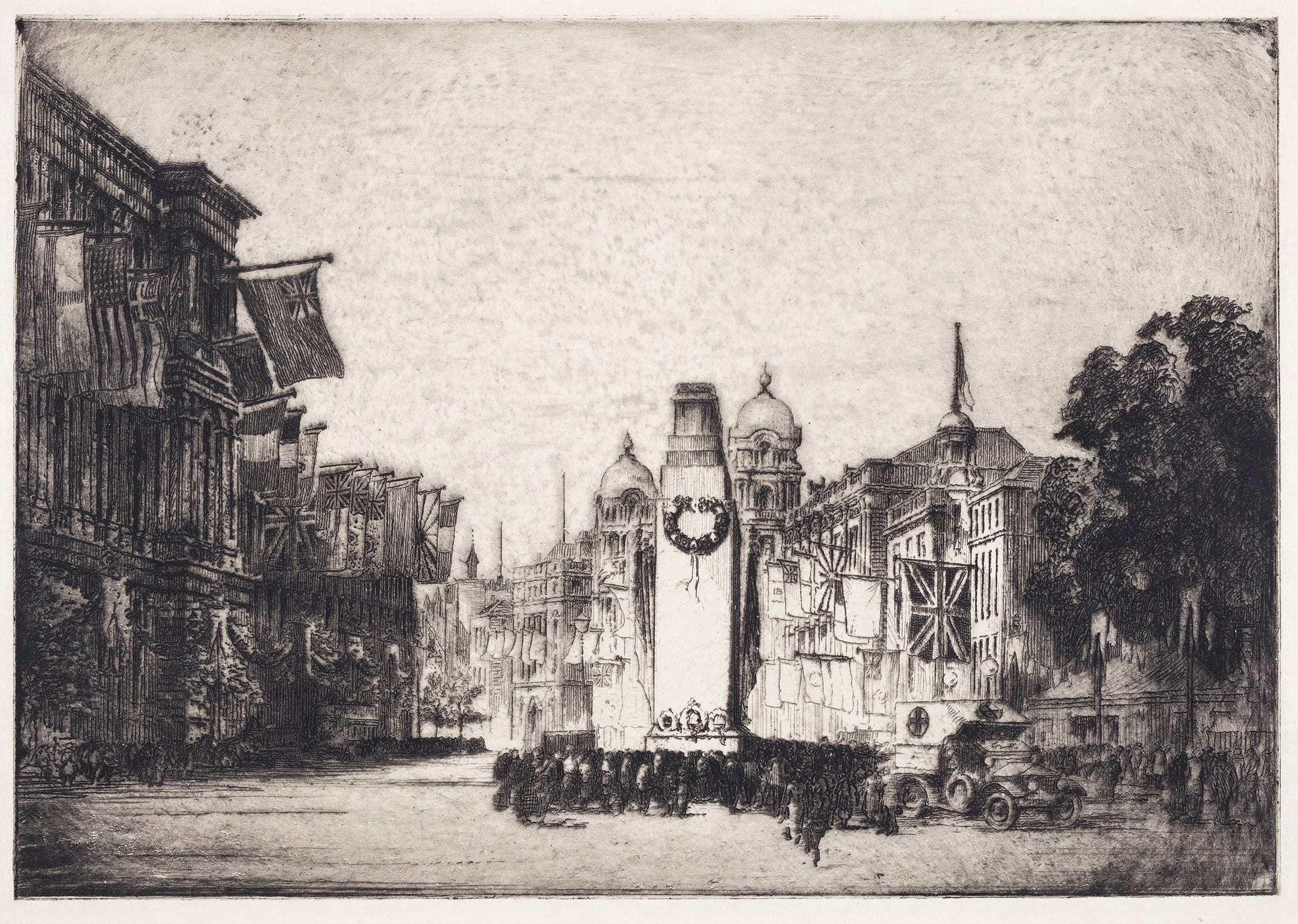
Il cenotafio temporaneo, in un'acquaforte di William Monk, pubblicato nel 1920

Lutyens ha presentato il suo progetto definitivo all'Ufficio dei lavori all'inizio di luglio e il 7 luglio ha ricevuto conferma che il progetto era stato approvato dal ministro degli esteri, Lord Curzon, che era presidente del comitato responsabile dell'organizzazione delle celebrazioni per la vittoria. L'inaugurazione, descritta sul Times come una cerimonia "tranquilla" e "non ufficiale", ebbe luogo il 18 luglio 1919, il giorno prima della Victory Parade. Lutyens non venne invitato. Durante la parata, 15.000 soldati e 1.500 ufficiali passarono davanti al Cenotafio e lo salutarono: tra di loro il generale americano John J. Pershing e il maresciallo francese Ferdinand Foch, così come il maresciallo di campo britannico Sir Douglas Haig e l'ammiraglio della flotta Sir David Beatty. Il cenotafio ha rapidamente catturato l'immaginazione del pubblico. Il rimpatrio dei morti era stato proibito sin dai primi giorni della guerra, quindi il cenotafio finì per rappresentare i morti assenti e servì come sostituto di una tomba. Cominciando quasi immediatamente dopo la Victory Parade, e continuando per giorni successivi, i membri del pubblico iniziarono a deporre fiori e ghirlande attorno alla base del Cenotafio. Entro una settimana, si stima che 1.2 milioni di persone si recarono al cenotafio per rendere omaggio ai morti e alla base del monumento vennero deposte enormi quantità di fiori. Secondo il Times, "nessun aspetto della marcia vittoriosa a Londra ha lasciato un'impressione più profonda del Cenotafio".

## Ricostruzione in pietra
I suggerimenti per la ricostruzione del cenotafio temporaneo come struttura permanente iniziarono quasi immediatamente, provenienti da membri del pubblico e dei giornali nazionali. Quattro giorni dopo la parata, William Ormsby-Gore, membro del Parlamento per Stafford e ufficiale dell'esercito che aveva combattuto nella guerra e faceva parte della delegazione britannica a Versailles, interrogò Mond sul cenotafio alla Camera dei Comuni, e chiese se era prevista la sostituzione permanente. Ormsby-Gore venne supportato da molti altri membri. Mond annunciò che la decisione spettava al governo, ma promise di trasmettere il sostegno della Camera. La settimana successiva, il Times pubblicò un editoriale in cui chiedeva una sostituzione permanente (sebbene ritenesse che ci fosse il rischio che i veicoli si schiantassero contro il Cenotafio nella sua posizione originale e suggerì che fosse costruito sulla vicina Horse Guards Parade); seguirono numerose lettere a Londra e ai giornali nazionali. Il gabinetto chiese l'opinione di Lutyens, il quale indicò adatto il sito originale in quanto era stato "qualificato dai saluti di Foch e degli eserciti alleati" e "nessun altro sito avrebbe dato questa pertinenza". Il gabinetto si chinò alle pressioni dell'opinione pubblica, approvando la ricostruzione in pietra, e nella posizione originaria, nella riunione del 30 luglio.
La costruzione iniziò nel maggio 1920.
Mond diede a Lutyens l'opportunità di apportare eventuali modifiche al design prima che iniziassero i lavori sul Cenotafio permanente. L'architetto presentò le sue proposte di modifica il 1º novembre, che vennero approvate lo stesso giorno. Sostituì le vere ghirlande di alloro con sculture in pietra e aggiunse l'entasi, una curvatura sottile che ricorda il Partenone in Grecia, in modo che le superfici verticali si assottigliassero verso l'interno.
L'unica altra modifica significativa proposta da Lutyens fu la sostituzione delle bandiere di seta sul cenotafio temporaneo con pietra dipinta, temendo che il tessuto si usurasse rapidamente e sembrasse disordinato. Fu supportato su questo da Mond e ingaggiò lo scultore Francis Derwent Wood per l'assistenza, ma il cambiamento fu respinto dal governo.

## Design
Il Cenotafio, realizzato interamente in pietra di Portland, è un pilone a pianta rettangolare, con gradini progressivamente decrescenti, culminante in una cassa tombale scolpita (la tomba vuota) su cui è posta una corona d'alloro. La sua massa diminuisce con la sua altezza. Lo zoccolo sporge di 7,6cm (3 pollici) dalla base su tutti e quattro i lati. Sopra vi è la modanatura di transizione, portando la parte inferiore della struttura a poco più di 1,8m (6piedi) dal suolo. In alto, la bara è collegata alla struttura principale da una propria base di due gradini, il passaggio levigato da una modanatura toroidale tra il gradino inferiore e il pilone. Il coperchio della bara termina con una cornice, che sembra essere sorretta da un ovolo (modanatura decorativa curva sotto il bordo), che getta un'ombra sulla bara; è coronato da una corona d'alloro su una piattaforma rialzata, dentellata al centro per riecheggiare la disposizione delle corone sul lato. La parte inferiore della struttura è modellata su tre gradini decrescenti su un'isola nel centro di Whitehall circondata da edifici governativi. Il cenotafio è austero e contiene pochissime decorazioni. Ad ogni estremità, sul secondo livello sotto la tomba, ha posto una corona d'alloro, opera dello scultore Francis Derwent Wood, e ai lati c'è l'iscrizione THE GLORIOUS DEAD "Il morto glorioso". L'unica altra iscrizione sono le date delle guerre mondiali in numeri romani: la prima sulle estremità, sopra la corona, e la seconda sui lati.
Nessuna delle linee sul pilone è diritta. I lati non sono paralleli ma sono sottilmente curvi usando una geometria precisa in modo da essere appena visibili ad occhio nudo (entasis). L'uso della curvatura e dei livelli decrescenti ha lo scopo di attirare l'occhio verso l'alto in una direzione a spirale, prima verso l'iscrizione, poi sulla parte superiore delle bandiere, sulla corona e infine sulla bara in alto. Molti di questi elementi non erano presenti nei primi schizzi di Lutyens. Nel suo schizzo per Lady Sackville, ha omesso la maggior parte delle battute d'arresto e aveva le ghirlande sui lati appese a pioli, mentre un altro disegno includeva un'urna sulla parte superiore della bara e sculture di leone che fiancheggiavano la base (simili alle pigne sul Cenotafio di Southampton). Altri progetti sperimentali omettono le bandiere e uno includeva un'effigie sdraiata sopra la bara (al posto di un'urna).
Il monumento è alto 11m (35 piedi) e pesa 120 tonnellate.

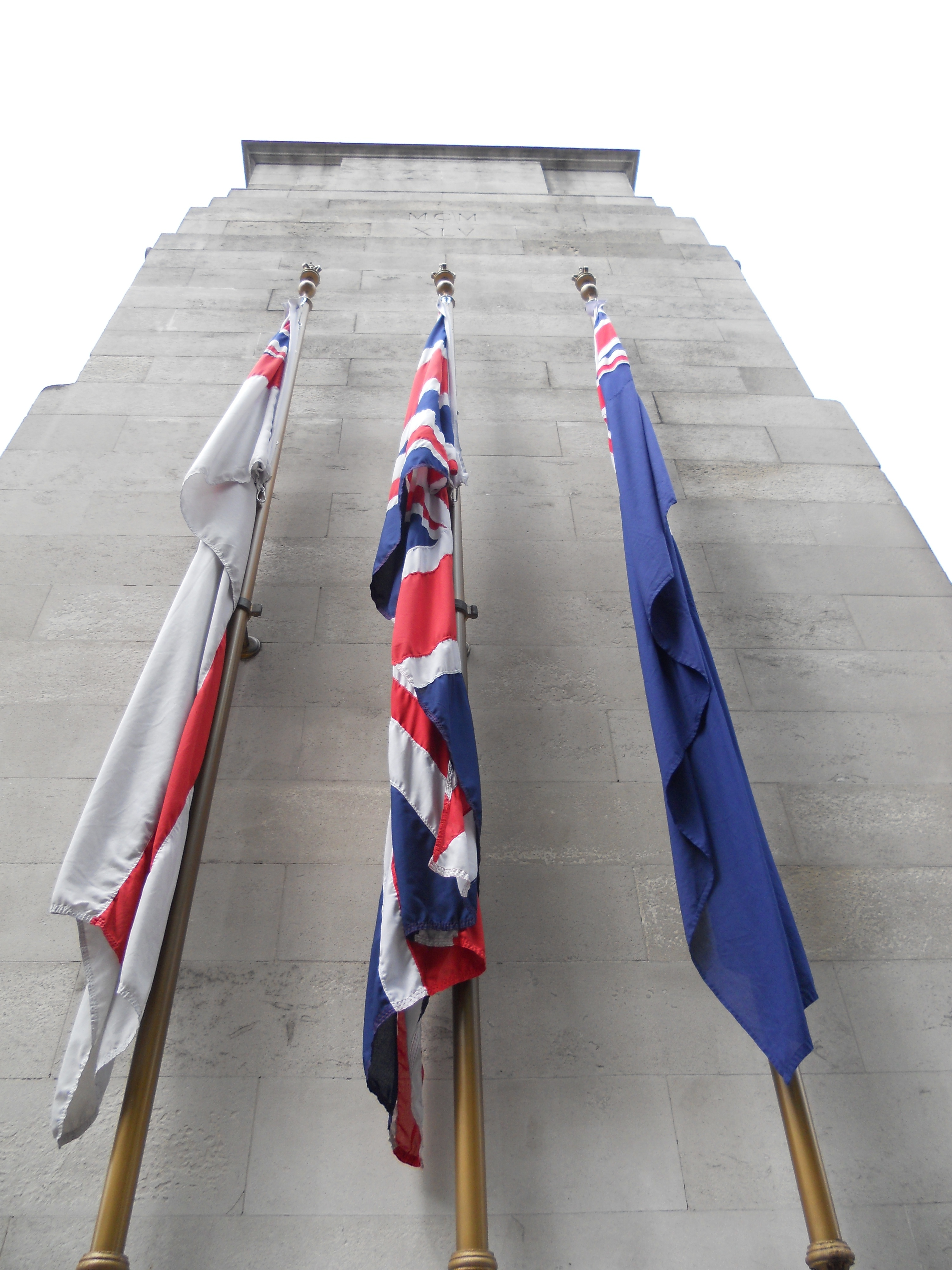
The White Ensign, Union Flag e Blue Ensign sul cenotafio.

Il cenotafio è fiancheggiato su ogni lato da bandiere del Regno Unito che Lutyens avrebbe voluto che fossero scolpite nella pietra e dipinte. Lutyens continuò a usare bandiere di pietra su molti dei suoi altri memoriali di guerra, dipinte sul Rochdale Cenotaph e nel Northampton War Memorial (tra gli altri), e non dipinte nei cimiteri IWGC di Étaples e Villers-Bretonneux. Negli anni successivi al 1919, il cenotafio mostrò una Union Flag, una White Ensign e una Red Ensign su un lato e una bandiera Union Flag, una white Ensign e una Blue Ensign sull'altro lato. Il 1º aprile 1943, la bandiera della RAF sostituì la White Ensign sul lato ovest. Le bandiere esposte a partire dal 2007 rappresentano la Royal Navy, l'Esercito britannico, la Royal Air Force e la Marina mercantile. La Blue Ensign rappresenta la Royal Naval Reserve, la Royal Fleet Auxiliary e altri servizi governativi; è possibile che essa volesse rappresentare anche le forze dei Dominion.
Inizialmente le bandiere venivano cambiate per la pulizia ogni sei-otto settimane, ma tra il 1922 e il 1923 la pratica si interruppe gradualmente fino a quando le lettere ai media non portarono alla sua reintroduzione. La durata della vita iniziale di una bandiera è stata fissata in cinque periodi di tre mesi. Nel 1939 venivano cambiate dieci volte l'anno, ogni bandiera veniva lavata due volte prima di essere smaltita. Nel 1924, fu deciso che tutte le bandiere scartate sarebbero state inviate all'Imperial War Museum che avrebbe potuto ridistribuirle a organizzazioni adeguatamente accreditate.

## Svelamento

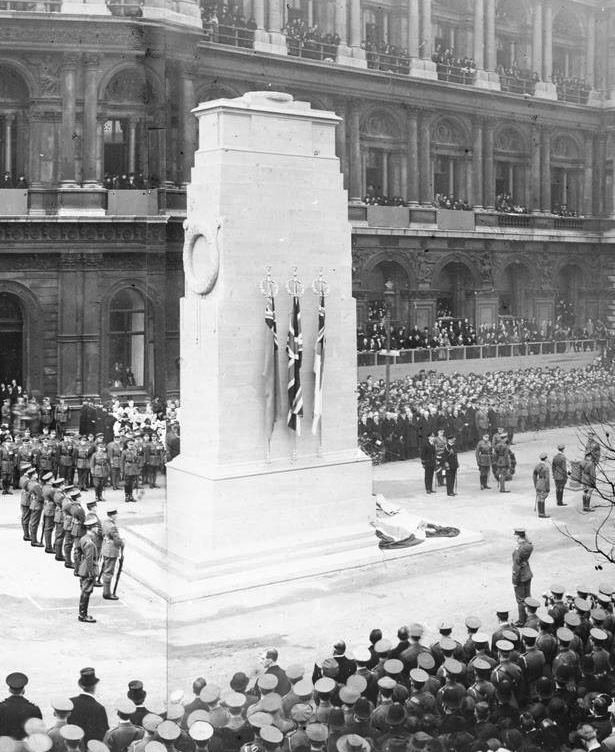
La cerimonia di inaugurazione l'11 novembre 1920.

Gli architetti hanno rinunciato alla loro commissione per la progettazione del cenotafio, il che significa che è costato £7.325 (equivalente a £296.400 nel 2019) per la sola costruzione. La costruzione iniziò il 19 gennaio 1920 e le bandiere originali furono inviate all'Imperial War Museum.
All'inizio non era stata annunciata alcuna data per il completamento del Cenotafio, ma il governo desiderava che fosse completato in tempo per il Giorno della Memoria (11 novembre). Nel settembre 1920 arrivò l'annuncio che il cenotafio sarebbe stato effettivamente svelato l'11 novembre, secondo anniversario dell'armistizio, e che l'atto sarebbe stato compiuto dal re. In una fase avanzata della pianificazione, il governo decise di tenere un funerale per un soldato non identificato riesumato da una tomba in Francia, noto come Il Guerriero Ignoto, e fu presa la decisione di rendere lo svelamento parte del corteo funebre che lo avrebbe portato all'Abbazia di Westminster. Giorgio V svelò il Cenotafio alle 11 del mattino dell'11 novembre, questa volta con Lutyens presente, insieme al primo ministro e Randall Davidson, arcivescovo di Canterbury prima di procedere verso l'abbazia.
La cerimonia di inaugurazione faceva parte di una processione più ampia che portava Il Guerriero Ignoto a riposare nella sua tomba all'Abbazia di Westminster. Quando il corteo funebre giunse al Cenotafio, re Giorgio V, in attesa sul luogo, depose una ghirlanda sulla carrozza del Guerriero Ignoto prima di procedere alla scoperta del memoriale che era drappeggiato con grandi bandiere britanniche, mentre una versione ridotta dell'ambientazione di Sir Edward Elgar del poema di Lawrence Binyon "For the Fallen" venne cantato.
La risposta pubblica al memoriale appena svelato superò anche quella al cenotafio temporaneo all'indomani dell'armistizio. Whitehall venne chiusa al traffico per diversi giorni dopo la cerimonia e il popolo iniziò a recarsi verso il Cenotafio per deporre fiori alla sua base. Nel giro di una settimana i cenotafio venne circondato da fiori per 3m di circonferenza e si stima che lo visitarono circa 1,25 milioni di persone.

## Storia successiva
Negli anni '20 e '30, era consuetudine che gli uomini si togliessero il cappello quando passavano davanti al cenotafio. Negli ultimi anni '20, sono emerse diverse proposte di modifiche al Cenotafio, inclusa l'aggiunta di statue di bronzo a grandezza naturale ai suoi angoli e l'installazione di una luce all'interno della corona in alto per emettere un raggio verticale, ma tutte sono state respinte dall'Ufficio di Opere su consiglio di Lutyens. Le statue in particolare avrebbero aggiunto un elemento letterale al memoriale che Greenberg riteneva sarebbe stato in contrasto con il suo "simbolismo aperto e carattere astratto".
Parti del cenotafio temporaneo furono inizialmente conservate per le collezioni dell'Imperial War Museum. Il cenotafio temporaneo è stato distrutto da una bomba durante la seconda guerra mondiale. Le collezioni dell'Imperial War Museum includono un esempio di scatole per la raccolta di denaro in legno a forma di cenotafio ricavate dal cenotafio temporaneo di St Dunstan's intorno al 1919-1923.
Whitehall, insieme ad altre zone di Londra, fu teatro di festeggiamenti l'8 maggio 1945 quando fu dichiarata la vittoria in Europa durante la seconda guerra mondiale. Processioni più formali davanti al Cenotafio ebbero luogo durante le Celebrazioni della Vittoria di Londra l'8 giugno 1946. Il cenotafio era stato progettato per commemorare i militari morti dell'Impero britannico durante la prima guerra mondiale, ma in seguito fu esteso per includere quelli che morirono durante la seconda guerra mondiale. Le date della seconda guerra mondiale furono aggiunte in numeri romani sui lati del memoriale (1939 - MCMXXXIX; e 1945 - MCMXLV), e il monumento fu inaugurato per la seconda volta domenica 10 novembre 1946 dal re Giorgio VI. Il memoriale è ora utilizzato anche per ricordare i morti delle guerre successive in cui hanno combattuto militari britannici. Il cenotafio è stato designato come edificio di interesse storico culturale di I grado il 5 febbraio 1970.
Il cenotafio è stato più volte vandalizzato durante le proteste politiche. In una protesta studentesca del 2010, un uomo si arrampicò sulla base e oscillò una delle bandiere. Nel 2020, la base è stata vandalizzata con vernice spray durante le proteste di Black Lives Matter, e il giorno successivo un manifestante ha tentato di appiccare il fuoco a una delle bandiere del Regno sul cenotafio. Di conseguenza, il cenotafio è stato temporaneamente coperto per evitare ulteriori atti vandalici.

## Rappresentazioni nell'arte

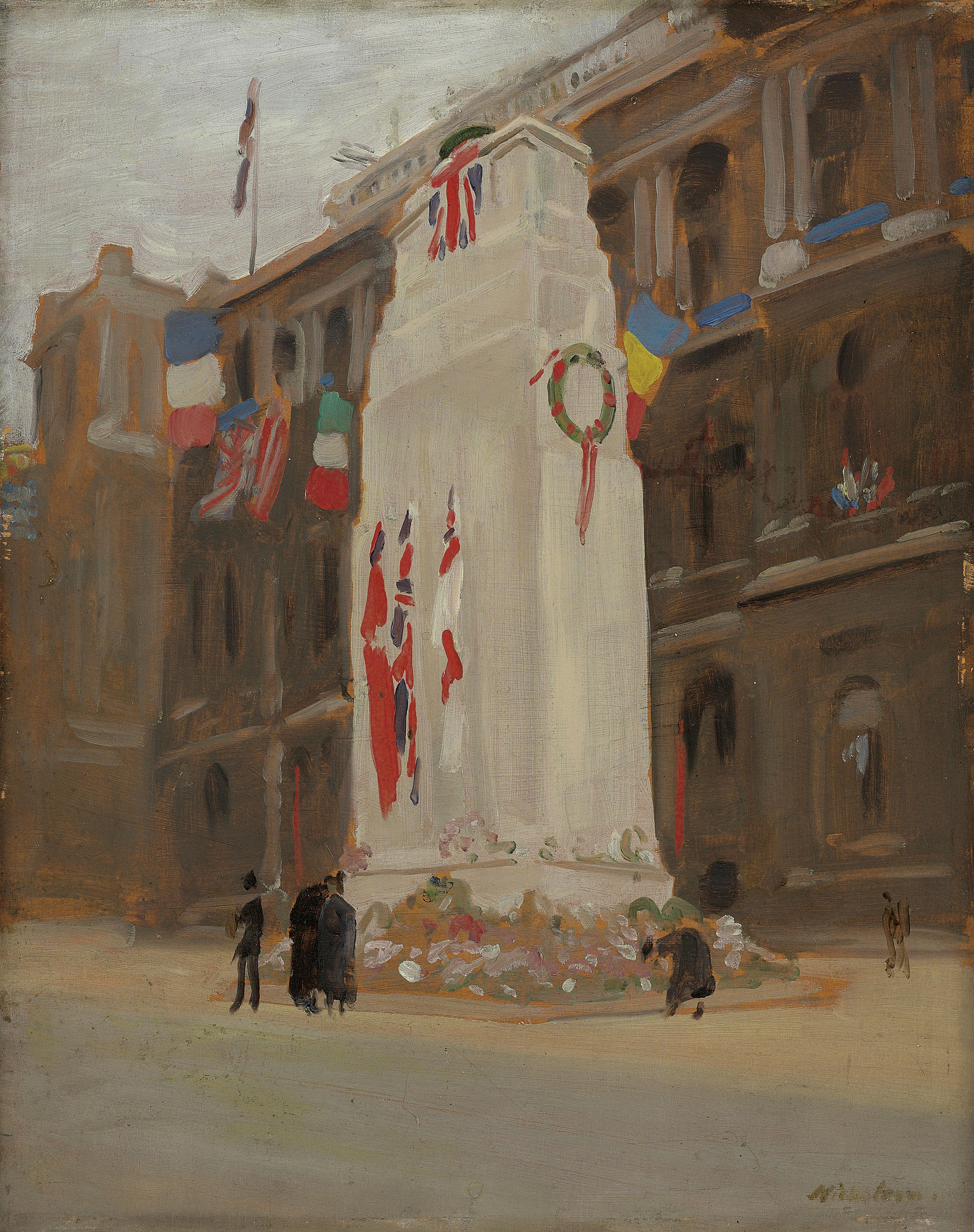
Il cenotafio temporaneo la mattina della processione della pace nel 1919 da Sir William Nicholson
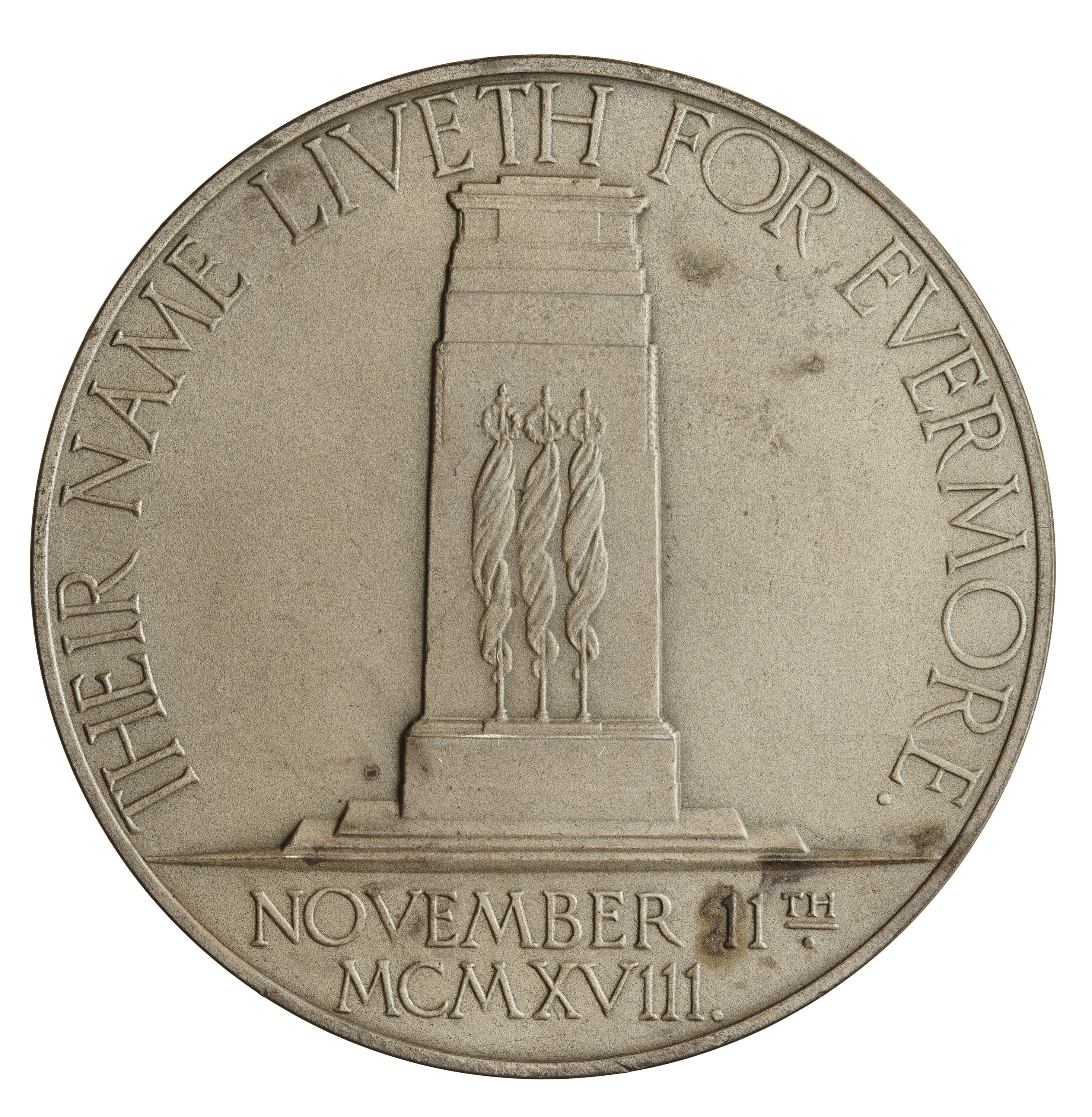
Il cenotafio era raffigurato sul retro della medaglia commemorativa del giorno dell'armistizio del 1928 di Charles Doman
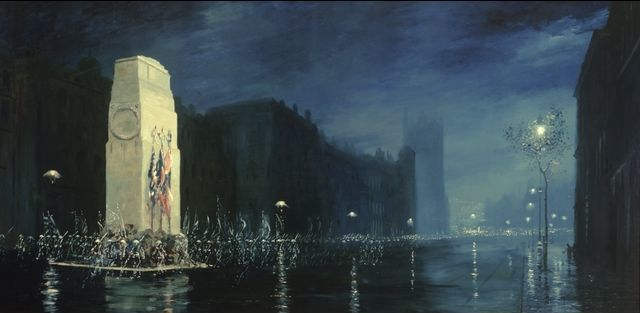
Il cenotafio compare nel dipinto Immortal Shrine del 1928 di Will Longstaff

## Servizi di ricordo

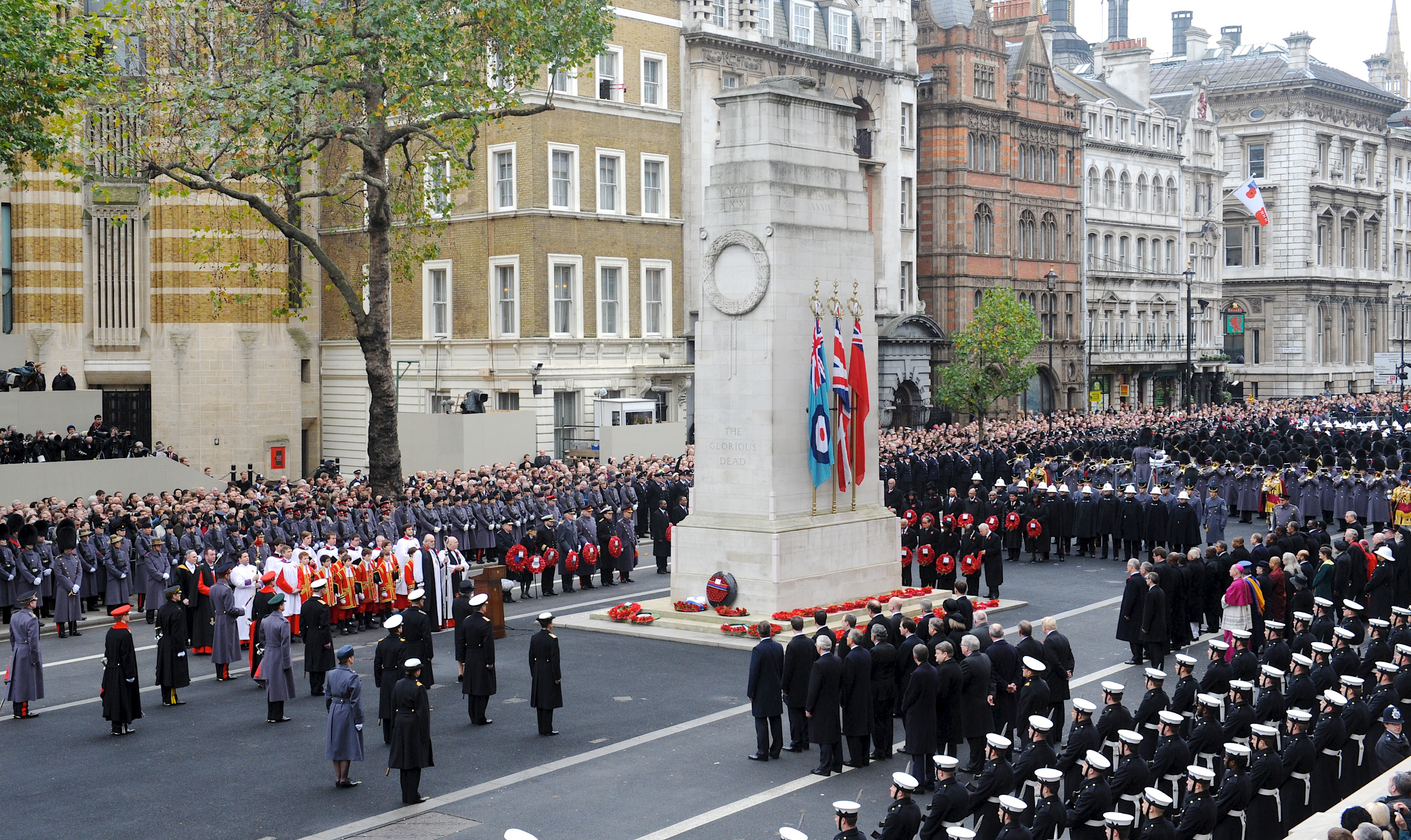
Ghirlande vengono deposte al cenotafio durante il servizio domenicale del ricordo nel 2010.

Il Cenotafio è il sito dell'annuale National Service of Remembrance che si tiene alle 11:00 la Domenica della Memoria, la domenica più vicina all'11 novembre (giorno dell'armistizio). Dal 1919 al 1945, il servizio di commemorazione si è tenuto il giorno dell'armistizio, ma dal 1945 si tiene la Domenica della Memoria. 
Nel passato, tutti gli uomini passando il Cenotafio, civile o militare, furono obbligati a levare loro cappelli, berretti o caschi in "saluto". Oggi, il personale di servizio in uniforme (escluso il personale dei vigili del fuoco e delle ambulanze) ancora saluta il Cenotafio mentre marcia.
Sebbene la cerimonia del giorno dell'armistizio sia venuta meno durante la seconda guerra mondiale, negli ultimi anni la tradizione di tenere una cerimonia al Cenotafio alle 11 del mattino dell'11 novembre è stata ripristinata dalla Western Front Association, un ente di beneficenza con sede nel Regno Unito dedicato a perpetuare la memoria di coloro che hanno prestato servizio nella prima guerra mondiale.
La prima cerimonia moderna si tenne l'11 novembre 1919, dopo un suggerimento del re Giorgio V per un silenzio di due minuti in tutto il Regno Unito e una cerimonia che si sarebbe svolta a Londra. Migliaia di persone si erano radunate intorno al cenotafio di legno e gesso a Whitehall, dove il primo ministro David Lloyd George depose una ghirlanda. Una ghirlanda venne deposta anche da un rappresentante del presidente francese, e soldati e marinai fornirono la guardia d'onore. Ci furono anche processioni davanti al Cenotafio organizzate da associazioni di veterani.
Oggi, alla ceremonia, la famiglia reale, il primo ministro, gli capi dell'altri partiti politici britannici, gli alti commissari degli paesi del Commonwealth al Regno Unito e gli capi delle forze militari britanniche tutti pongono ghirlandi di papaveri al Cenotafio in memoria degli morti in guerra.
Gli annuali servizi di commemorazione si svolgono al Cenotafio anche in altri giorni dell'anno. Questi includono la parata reggimentale del Royal Tank Regiment la Domenica successiva alla Domenica del Ricordo. Questo è l'evento più vicino al Cambrai Day (20 novembre), l'anniversario della battaglia di Cambrai, che fu uno dei primi schieramenti in massa di carri armati britannici. Per l'ANZAC Day, il 25 aprile, si tiene una cerimonia e una parata con la deposizione delle ghirlande al Cenotafio alle 11, seguita da un servizio di commemorazione e ringraziamento all'Abbazia di Westminster. La Combined Irish Regiments Association organizza una parata annuale e un servizio per commemorare i caduti in guerra dei reggimenti irlandesi che furono sciolti il 12 giugno 1922 dopo la prima guerra mondiale. Questa parata si tiene ora la domenica di giugno seguente il Trooping the Colour, i festeggiamenti ufficiali per il compleanno del sovrano. La parata belga al Cenotafio si svolge ogni anno dal 1934 la Domenica precedente la festa nazionale belga (21 luglio). Il Belgio è l'unica nazione estera a cui è consentito far sfilare le proprie truppe in uniforme e portare armi nel centro di Londra. L'Associazione delle vedove di guerra della Gran Bretagna tiene il servizio annuale di commemorazione al Cenotafio il sabato prima della Domenica della Memoria.

## Influenza su altri monumenti ai caduti

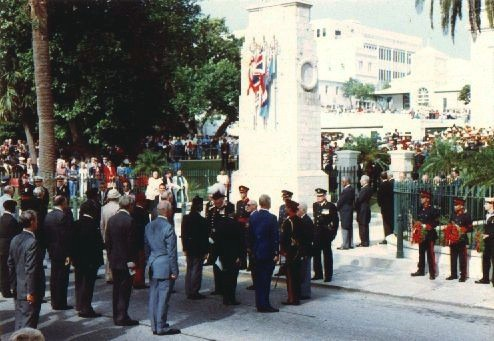
Parata del Giorno della Memoria, al Cenotafio nella città di Hamilton, Bermuda, 1990.

Il primo progetto di cenotafio di Lutyens fu per il Cenotafio di Southampton, che fu inaugurato il 6 novembre 1920, mentre il monumento permanente a Whitehall era ancora in costruzione. Il progetto di Lutyens divenne molto influente, e memoriali chiamati "cenotafio", molti basati sui progetti di Lutyens e alcuni dallo stesso Lutyens, furono eretti in paesi e città in tutta la Gran Bretagna e in altre località dell'Impero.
Due versioni più piccole che includevano diverse aggiunte e differenze furono costruite come memoriali reggimentali in Inghilterra: il Queen's Own Royal West Kent Regiment Cenotaph a Maidstone, Kent, e il Royal Berkshire Regiment War Memorial a Reading, Berkshire. Questi furono inaugurati rispettivamente il 30 luglio 1921 e il 13 settembre 1921. Il Midland Railway War Memorial, Derby, fu inaugurato il 15 dicembre 1921. Il Cenotafio di Middlesbrough, derivato dal progetto di Lutyens, fu inaugurato l'11 novembre 1922. Il Cenotafio di Rochdale fu inaugurato il 26 novembre 1922. Il Cenotafio di Hong Kong, una replica quasi esatta di quello londinese, fu inaugurato nel 1923 tra la Statue Square e il municipio di Hong Kong.
Il Cenotafio di Manchester, Inghilterra (anch'esso opera di Lutyens), è stato inaugurato il 12 luglio 1924 e presenta somiglianze e differenze. Il Welch Regimental War Memorial, anch'esso simile al cenotafio londinese, fu inaugurato a Maindy Barracks, Cardiff, l'11 novembre 1924. Il Toronto Cenotaph è stato inaugurato l'11 novembre 1925 ed è modellato sul design del cenotafio londinese. Una copia in scala di due terzi fu inaugurata ad Hamilton, Bermuda, il 6 maggio 1925. Una copia fedele del cenotafio londinese fu inaugurata nel novembre 1929 ad Auckland, in Nuova Zelanda. Una replica esatta si trova a Londra, Ontario, Canada, ed è stata inaugurata l'11 novembre 1934.

### Replica o cenotafi simili

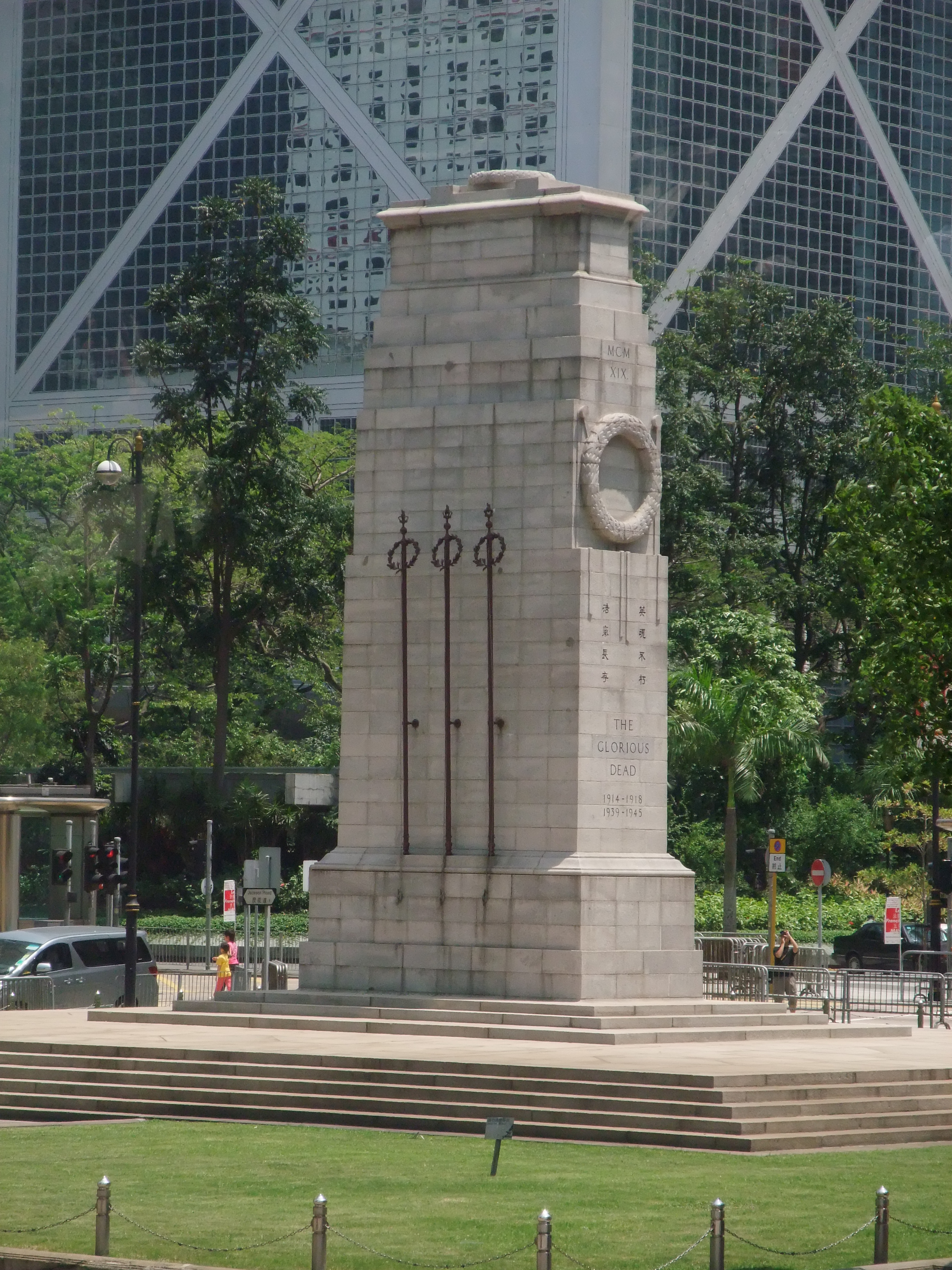
Cenotafio di Hong Kong, Hong Kong
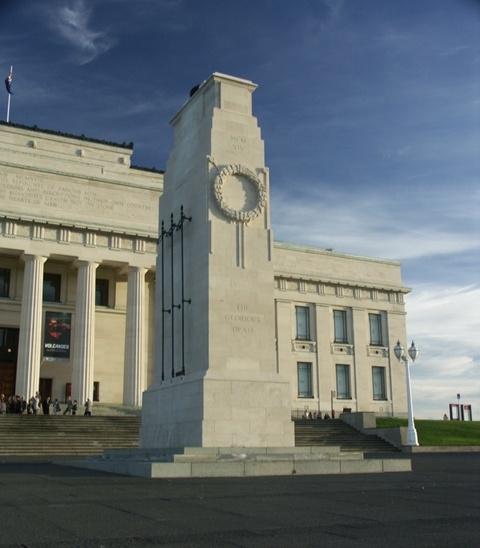
Auckland Cenotaph, Nuova Zelanda
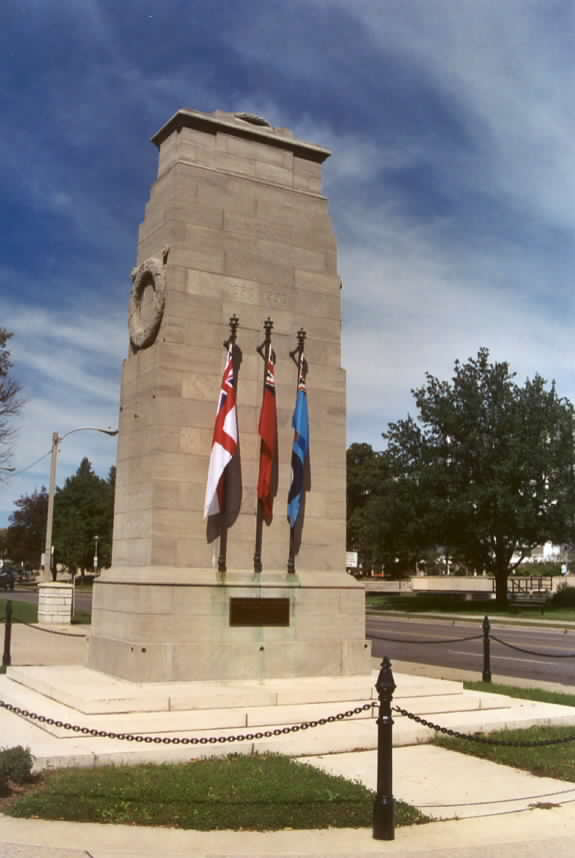
Cenotafio di Londra a Londra, Ontario, Canada
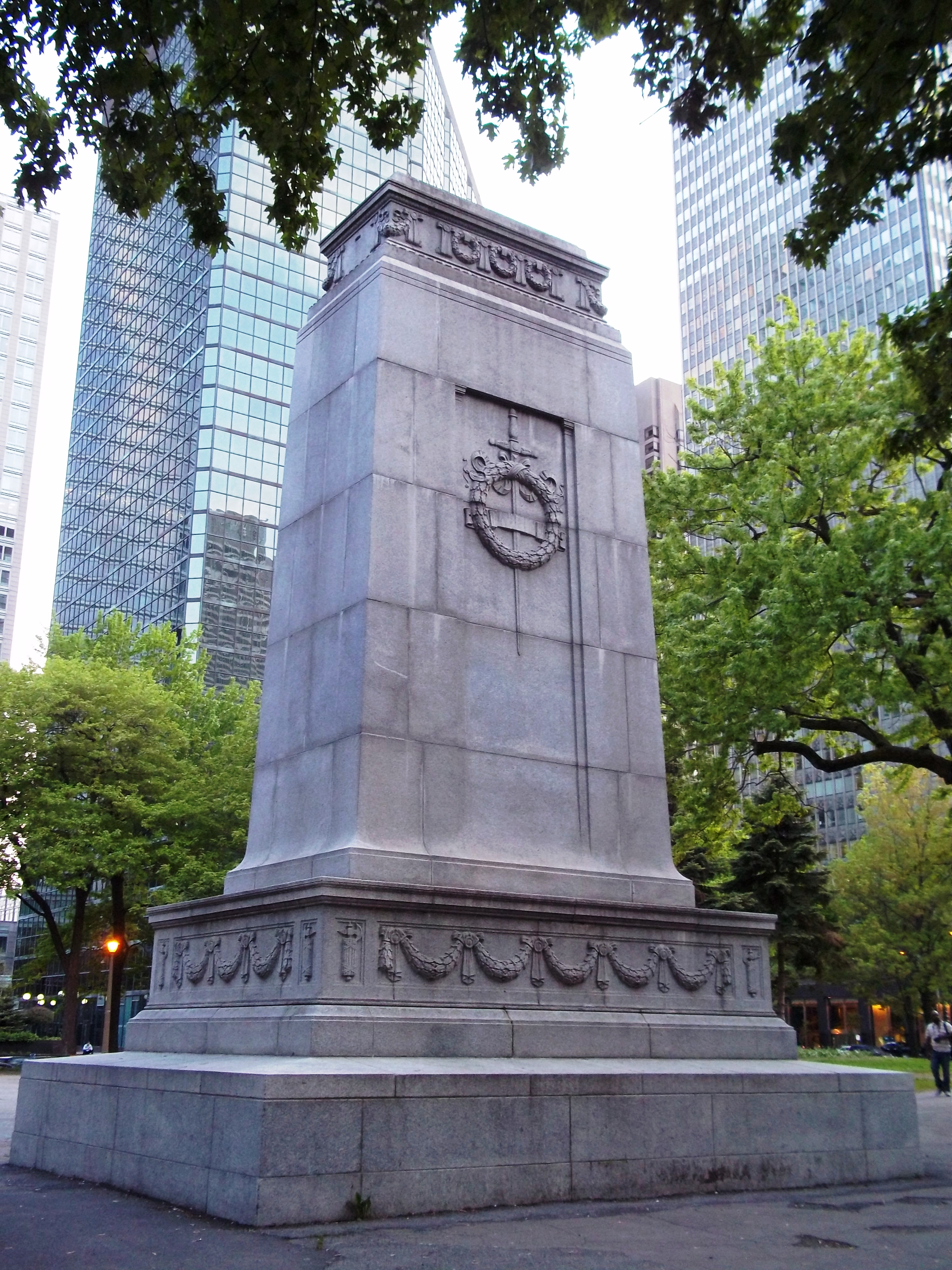
Cenotafio di Montreal, Canada

### Altri progetti di cenotafio di Lutyens nel Regno Unito

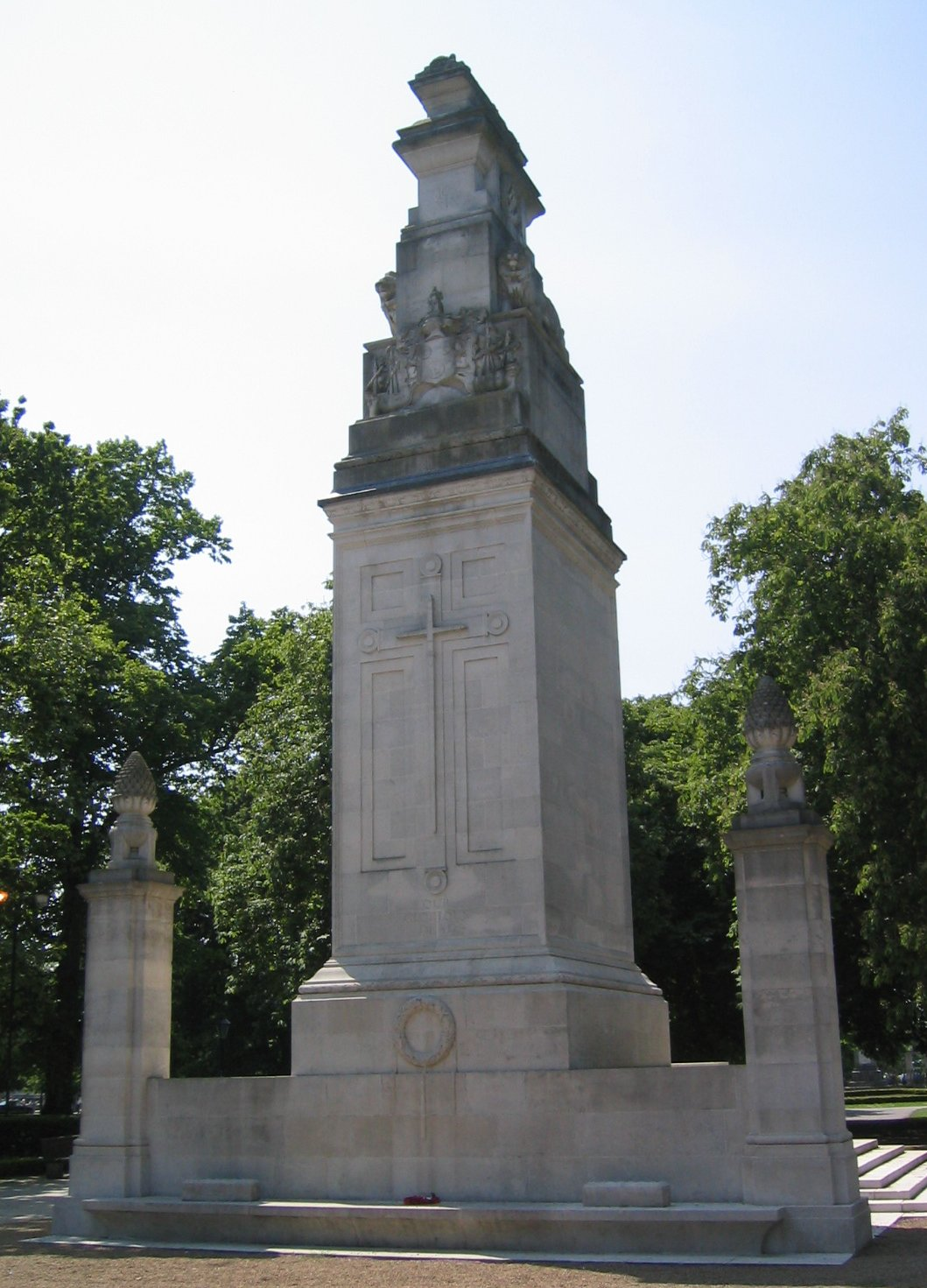
Cenotafio di Southampton
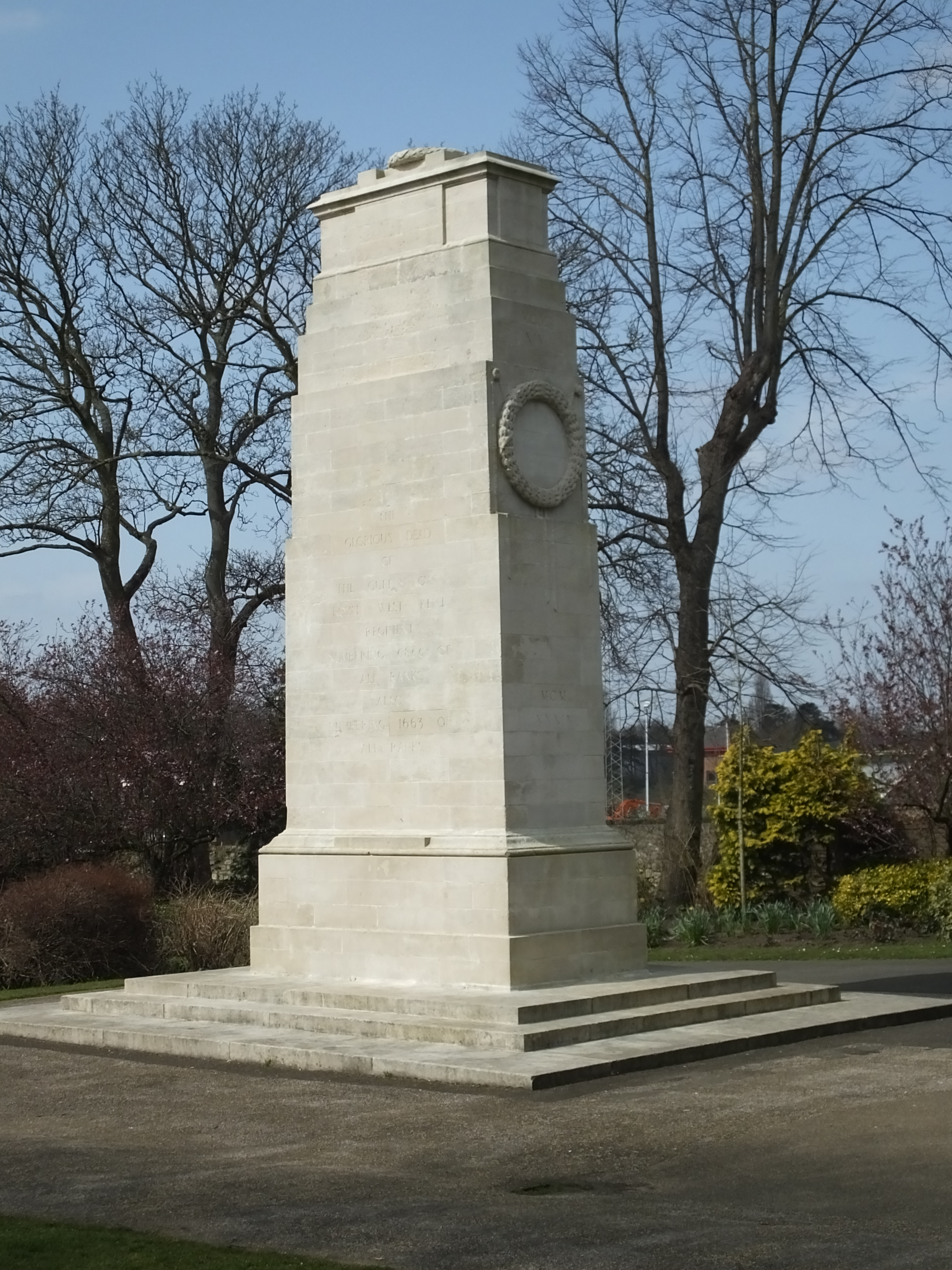
Queen's Own Royal West Kent Regiment Cenotaph, Maidstone
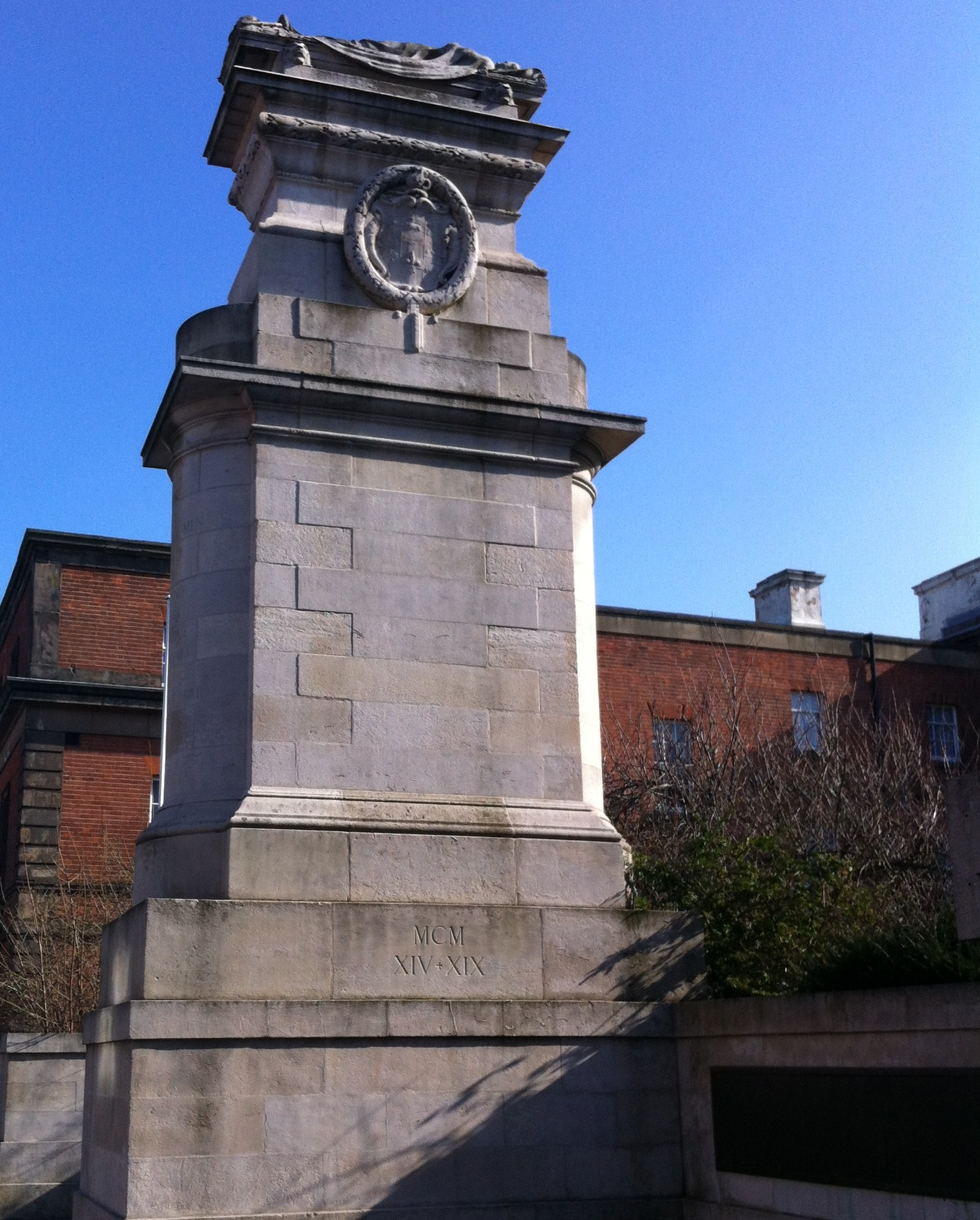
Midland Railway War Memorial, Derby
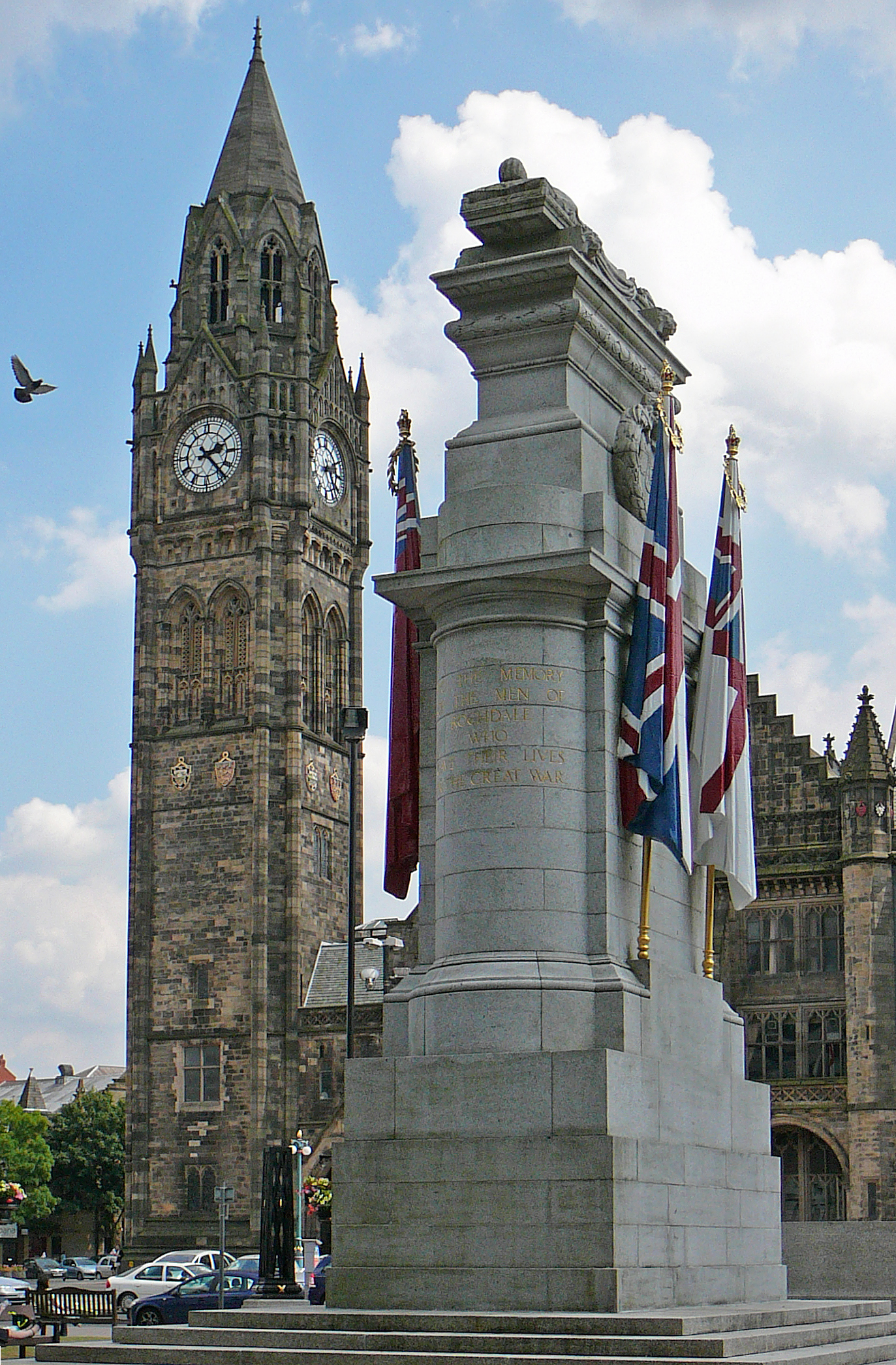
Rochdale Cenotaph
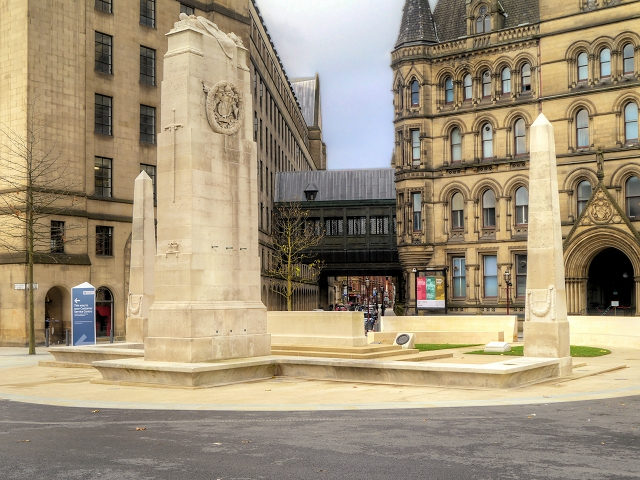
Cenotafio di Manchester
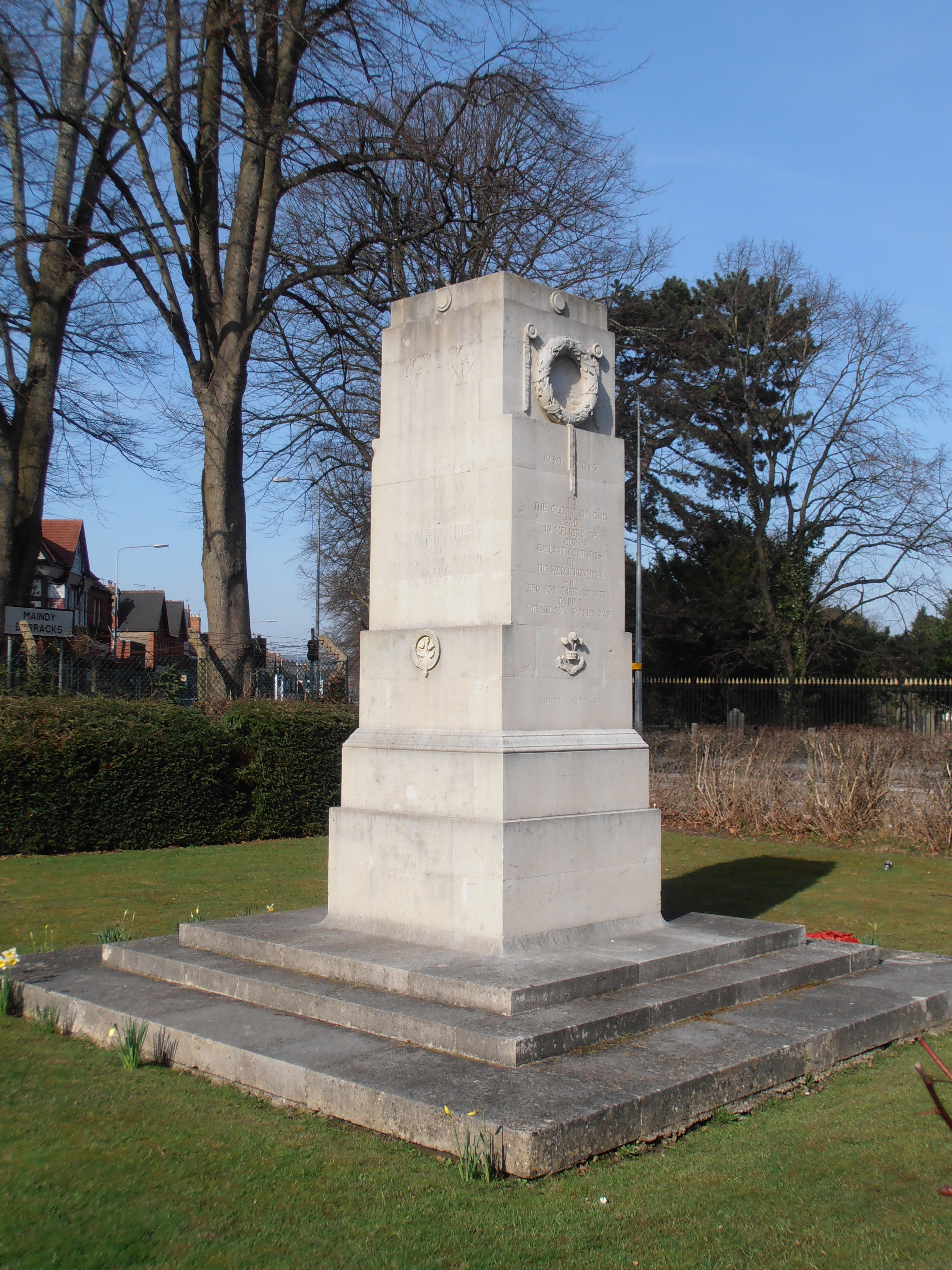
Welch Regimental War Memorial a Maindy Barracks, Cardiff